# A csodálatos Triton
A csodálatos Triton (海のトリトン; Umi no Toriton; angol címén Triton of the Sea) japán mangasorozat Tezuka Oszamu tollából. A manga a Kodansha Szankei Simbun magazinjában futott 1969. szeptember 1. és 1971. december 31. között és 4 kötetbe gyűjtve publikálták. A mangából animesorozat is készült Tomino Josijuki rendezésében és forgatókönyve alapján. Az animét az Animation Staff Room készítette és a TV Asahi vetítette 27 epizódon keresztül 1972. április 1. és 1972. szeptember 30. között.

## Cselekmény
5000 évvel ezelőtt a legendás Atlantiszt a félig ember, félig hal tritonok népesítették be. A békés triton népet a kegyetlen tengeristen, Poszeidón az ellenségének tekintette és egy földrengéssel elpusztította a szigetet és a tritonokat. Egy túlélője azonban maradt a pusztításnak, Triton, akit egy öreg japán halász, Ippei talál meg és nevel fel saját fiaként. Mikor Triton tizenhárom éves lesz, egy fehér delfin, Lukar fedi fel előtte az igazságot és arra kéri, hogy szabadítsa meg a tengert Poszeidón zsarnokságától. Útja során Tritonnak számos tengeri szörnnyel és Poszeidón szolgálóival kell megküzdenie, de támogatókra is akad: találkozik egy sellőlánnyal, Pippivel, aki szintén egy túlélő triton.

## Szereplők

### Triton és szövetségesei
Triton (トリトン; Toriton)
Szinkronhangja: Sioja Joku  (japán)
A történet főszereplője. Egy tizenhárom éves fiú, akit halászok neveltek fel Japánban. Lukar, a fehér delfin fedi fel előtte, hogy a tritonok utolsó túlélője és feladata, hogy békét és igazságot teremtsen a gonosz Poszeidón uralta tengeren, aki elpusztította Atlantiszt és Triton népét. Zöld haja és veleszületett képessége, a víz alatti úszás és légzés mutatja kivételességét. A fegyvere egy mágikus tőr, az Oriharcon, ami vakító fényt bocsát ki, erejét a Nap fényéből nyeri és halálos fegyver a poszeidónok és tengeri szörnyek ellen.
Pippi „Pipiko” (ピピ; Pipi)
Szinkronhangja: Hirokava Akemi  (japán)
Egy kis sellőlány, ő is a tritonok túlélője. A hozzávetőleges életkora körülbelül nyolc vagy kilenc év. Vidám és pajkos, de néha arrogáns és önző tud lenni. Tritonnal szemben kezdetben ellenséges, de az idő múlásával megtanulják becsülni egymást. Triton többször kihozza őt a bajból, amibe rendszerint kíváncsisága viszi.
Lukar (ルカー; Ruká; Hepburn: Rukā)
Szinkronhangja: Kitahama Haruko  (japán)
Egy fehér delfin, amit az emberiség természetfeletti állatként tart számon. Ő fedi fel Tritonnak születésének és küldetésének titkát, majd győzi meg, hogy teljesítse küldetését. Három unokatestvére Ilu, Kal és Fin.
Ilu (イル; Iru)
Szinkronhangja: Ótake Hirosi  (japán)
Delfin. Triton és Pippi egyik legjobb barátja, Lukar unokahúga.
Kal (カル; Karu)
Szinkronhangja: Kimocuki Kaneta  (japán)
Delfin. Ilu és Finn fivére.
Fin (フィン)
Szinkronhangja: Szugijama Kazuko  (japán)
Delfin. Lukar unokaöccse, Ilu és Kal testvére.
Medon (メドン)
Szinkronhangja: Tojama Takasi (sorozat), Siomi Rjúszuke (mozifilm)  (japán)
Egy óriásteknős, akit a „Tenger Bölcse” néven is neveztek abból kifolyólag, hogy sok időt élt a vizekben és milliónyi dolgot látott. Életkorát megbecsülni sem lehet. Triton szülei benne rejtették el fiuknak szánt üzenetüket a küldetéséről. Feláldozza magát, hogy megmentse Tritont a Doroteával való harc során. Az eredeti mangában Ganomosu (ガノモス) a neve és a Poszeidónnal vívott harc után hal meg.
Proteus (プロテウス; Puroteuszu; Hepburn: Puroteusu)
Szinkronhangja: Takigucsi Dzsunpei  (japán)
Egy öreg rozmár, aki megmentette Pippit és gondját viselte az Északi-tengeren. Minotus fagyos lehelete megfagyasztja és hibernált állapotba kerül.
Lakan (ラカン; Rakan)
Szinkronhangja: Mine Eken  (japán)
Egy bojtosúszójú hal, aki ismeri a tritonok titkát. Poszeidón azzal büntette, hogy halhatatlanná, élő kövületté tette, s csak egy triton hozhat számára megnyugvást.
Ippei (一平じいさん; Ippei dzsiiszan; Hepburn: Ippei jiisan)
Szinkronhangja: Janami Dzsódzsi  (japán)
Egy öreg japán halász, aki Tritont saját fiaként nevelte fel, s bár tisztában volt a titkával, soha nem árulta el neki, attól tartva, hogy elveszíti őt.
Triton apja (トリトンの父; Toriton no csicsi; Hepburn: Toriton no chichi)
Szinkronhangja: Noda Keiicsi  (japán)
Triton édesapja, aki Lukarra bízta fiát, Tritont, arra kérve, hogy vigye egy emberhez, aki felnevelheti. A poszeidónok megölték őt.
Triton anyja (トリトンの母; Toriton no haha)
Szinkronhangja: Szavada Tosiko  (japán)
Triton édesanyja, aki Lukarra bízta fiát, Tritont, arra kérve, hogy vigye egy emberhez, aki felnevelheti. A poszeidónok megölték őt.
Jazaki Kazuja (矢崎和也; Hepburn: Yazaki Kazuya)
15 éves. Csak a mangában jelenik meg, ahol ő találja meg Tritont, és adja át az öreg Ippeinek. Lobbanékony természetű, Tritonra öccseként tekint.
Triton egyéb segítői
Ahogy a poszeidónok, úgy a tritonok oldalán is számos tengeri állat áll, mint halak és delfinek.

### Triton ellenségei
Poszeidón (ポセイドン; Poszeidon; Hepburn: Poseidon)
Szinkronhangja: Kitagava Jonehiko (szobor), Vatabe Takesi (idős ember)  (japán)
A poszeidónok népének ura, a tritonok ellensége, akinek célja, hogy a tritonok és támogatóik elpusztításával teljes uralmat szerezzen a tengereken, majd azután a szárazföldön is.
Marcus (マーカス; Mákaszu; Hepburn: Mākasu)
Szinkronhangja: Jada Kódzsi  (japán)
Egy csikóhal, aki képes teleportálni és ebből kifolyólag a hírvivő Poszeidón és tábornokai között. Triton Oriharcon tőre végez vele.
Nereus (ネレウス; Nereuszu; Hepburn: Nereusu)
Szinkronhangja: Janami Dzsódzsi, Imanisi Maszao  (japán)
Poszeidón főtanácsadója. Megjelenése egy rozmárfejű ember, ruhája hasonló az ókori görög politikusokéhoz. Gelbes öli meg Poszeidón parancsára.
Dorotea (ドロテア)
Szinkronhangja: Maszuoka Hirosi  (japán)
A Csendes-óceán északi részének helytartója, az egyetlen nő Heptapodával a poszeidónok között. A bőre lila, szeme sárga és nincsenek pupillái. A haja zöld algákra emlékeztet, fején egy nagy csigaházat visel sisakként és hosszú fehér köpenyt hord. Fegyvere egy vörös ostor, ami mindent kővé változtat, amihez hozzáér. Miután Triton legyőzi, öngyilkosságot követ el azzal, hogy egy cápa hátán egy víz alatti vulkán szájába ugrik. Korábban Medont is egy vulkánnal pusztította el. A mangában és az anime magyar változatában Dorotea, az eredeti animében Doritea (ドリテア) a neve.
Morpheus (Poliphemos) (ポリペイモス; Poripeimoszu; Hepburn: Poripeimosu)
Szinkronhangja: Kató Szeizó  (japán)
A Csendes-óceán déli részének helytartója. Vad és kegyetlen temperamentumú, fizikai megjelenése egy cápafejű ember. A bőre sárgás, harcban gladiust használ. Öltözete leginkább egy ókori görög harcoséra emlékeztet. Marcus csikóhalai ölik meg sokadik kudarcát követően.
Bruda (ブルーダ; Burúda; Hepburn: Burūda)
Szinkronhangja: Nakaszone Maszao, Jamada Sundzsi  (japán)
Az Indiai-óceán tábornoka. Megjelenése egy tigrisfejű ember ökörszarvakkal. Úgy tűnik, hogy nincs bőre, de furcsa, tigrismintázatú szőr borítja. A testének felső része fedetlen, fekete nadrágot, csizmát és fehér köpenyt visel. Harcolni, kardot használni. Triton Oriharcon tőre végez vele.
Minotus (ミノータス; Minótaszu; Hepburn: Minōtasu)
Szinkronhangja: Sibata Hidekacu  (japán)
Az Északi-tenger ura, Mipet testvére. Megjelenése humanoid remeterák. Barna tunikát visel, de a Tritonnal való harc idején felfedi alatta lévő páncélját. A lélegzetével képes megfagyasztani mindent. Triton Oriharcon tőre végez vele.
Mipet (マイペス; Maipeszu; Hepburn: Maipesu)
Szinkronhangja: Kató Oszamu, Noda Keiicsi  (japán)
Az Antarktiszi-óceán ura, Minotus testvére. Világosbarna bőrű kaméleon szerű lény gladiátor-páncélban. Pippi végez vele, amikor felgyújtja egy olajlámpával.
Heptapoda (ヘプタポーダ; Heputapóda; Hepburn: Heputapōda)
Szinkronhangja: Nakanisi Taeko  (japán)
A poszeidóni nők második tábornoka, akit Poszeidón a pókok börtönébe száműzött, mert fellázadt ellene. Heptapoda egy fiatal lány hosszú barna hajjal és kék szemekkel. Arany sisakot és hosszú zöld tunikát visel. Álma, hogy a szárazföldön élhessen békében és harmóniában. Gyakorlott kardforgató, kezdetben Triton ellensége, de később segít neki a Lehar elleni harcban, de a varázsló mágikus kardjai által meghal.
Lehar (レハール; Reháru; Hepburn: Rehāru)
Szinkronhangja: Tomita Kószei  (japán)
A Csendes-óceán helytartója lesz, miután Dorotea és Morpheus helyére nevezi ki Poszeidón. Fizikai megjelenése egy mandrillfejű ember két nagy fehér szarvval. Nagyon erős varázsló, van egy arany jogarba ágyazott kristálygömbje, és egy másik kristálya, melyben látja, hol van Triton. Lila tunikát visel. Triton tőrének fénye megvakítja.
Gorseno (ゴルセノス; Goruszenoszu; Hepburn: Gorusenosu)
Szinkronhangja: Mizutori Tecuo  (japán)
Poszeidón tábornoka a Mediterráneumban. Világos bőrű halember, aki kék kabátot és barna harci szoknyát visel.
Gelbes (ゲルペス; Gerupesu; Hepburn: Gerupesu)
Szinkronhangja: Nakaszone Maszao, Jamada Sundzsi  (japán)
A halemberek rózsaszín bőrű vezetője, Poszeidón templomának választott őre. Ő ölte meg Triton szüleit az animében. Triton végez vele.
Poszeidón egyéb szolgálói
Poszeidónnak számos szolgálója van a tengerekben, mint medúzák, melyek a csápjaik segítségével adnak jelet Tritonék helyzetéről, vagy cápák, ördöghalak, fűrészesráják.

### A magyar változat szereplőinek szinkronhangjai
- Bolba Tamás – Triton
- Somlai Edina – Pippi
- Kautzky Armand – Lukar / Lehar / Mipet
- Varga T. József – Poszeidón (2. hang)
- Gruber Hugó – mesélő / Ippei / Minotus / Morpheus / Nereus / Bruda
- Némedi Mari – Ilu / Kal / Heptapoda / Triton édesanyja / Halacska
- Pusztaszeri Kornél – Marcus / Bogi / Lakan / Gelbes / rozmárok / Ippei halásztársa
- Győri Ilona – Fin / Dorotea
- Konrád Antal – Poszeidón (1. hang) / Medon / Proteus / Triton édesapja

## Médiamegjelenések

### Manga
A mangasorozatot Tezuka Oszamu írta és rajzolta. A manga a Kodansha Szankei Simbun magazinjában futott 1969. szeptember 1. és 1971. december 31. között 33 fejezeten keresztül, majd 4 kötetbe gyűjtve publikálták. Az Egyesült Államokban a Digital Manga Publishing adta ki két gyűjteményes kötetben 2013. október 2-án és november 26-án „Osamu Tezuka Family Pack” elnevezésű kampányának részeként.
A manga eredeti címe Aoi Triton (青いトリトン; Aoi Toriton; Blue Triton) volt, melyet később az animeadaptáció hatására változtattak meg.

### Anime
A mangából készült animesorozatot Tomino Josijuki írta és rendezte, zenéjét Szuzuki Hiromasza szerezte. Az animét az Animation Staff Room készítette és a TV Asahi vetítette 27 epizódon keresztül 1972. április 1. és 1972. szeptember 30. között. A sorozat folytatásaként egy mozifilm is készült a Toei Animation gyártásában, amit 1979. július 14-én mutattak be Japánban.
A sorozatból Magyarországon egy kétszer 75 perces filmösszevágás jelent meg két VHS-kazettán 1991-ben az Alkotók Stúdiója kiadásában, magyar hangalámondással. A mozifilmet televízióban a Budapest TV vetítette 2009. április 13-án.

#### Epizódok
| #  | Epizód címe | Első japán sugárzás  |
| -- | --- | -------------------- |
| 1  | Umi ga jobu sónen (海が呼ぶ少年; Hepburn: Umi ga yobu shōnen)                                                       | 1972. április 1.     |
| 2  | Triton no himicu (トリトンの秘密; Toriton no himicu; Hepburn: Toriton no himitsu)                                   | 1972. április 8.     |
| 3  | Kagajaku Oriharcon (輝くオリハルコン; Kagajaku Oriharukon; Hepburn: Kagayaku Oriharukon)                            | 1972. április 15.    |
| 4  | Hokkai no hate ni (北海の果てに)                                                                                    | 1972. április 22.    |
| 5  | Szaraba kita no umi (さらば北の海; Hepburn: Saraba kita no umi)                                                     | 1972. április 29.    |
| 6  | Ike, minami no sima! (行け、南の島!; Hepburn: Ike, minami no shima!)                                                | 1972. május 6.       |
| 7  | Minamidzsúdzsiszei no moto ni (南十字星のもとに; Hepburn: Minamijūjisei no moto ni)                                 | 1972. május 13.      |
| 8  | Kieta sima no denszecu (消えた島の伝説; Hepburn: Kieta shima no densetsu)                                           | 1972. május 20.      |
| 9  | Júreiszen no nazo (ゆうれい船の謎; Hepburn: Yūreisen no nazo)                                                       | 1972. május 27.      |
| 10 | Mezamero, Pipi! (めざめろ、ピピ!)                                                                                   | 1972. június 3.      |
| 11 | Taikecu. Kitataiszeijó (対決・北大西洋; Hepburn: Taiketsu. Kitataiseiyō)                                            | 1972. június 10.     |
| 12 | Iruka tó dai bakuhacu (イルカ島大爆発; Hepburn: Iruka tō dai bakuhatsu)                                             | 1972. június 17.     |
| 13 | Kjodzsú Bakjúra no cuigeki (巨獣バキューラの追撃; Hepburn: Kyojū Bakyūra no tsuigeki)                               | 1972. június 24.     |
| 14 | Taiszeijó e tabidacu (大西洋へ旅立つ; Hepburn: Taiseiyō e tabidatsu)                                                | 1972. július 1.      |
| 15 | Kiri ni naku kjórjú (霧に泣く恐竜; Hepburn: Kiri ni naku kyōryū)                                                    | 1972. július 8.      |
| 16 | Kaidzsin Lehar no vana (怪人レハールの罠; Kaidzsin Reháru no vana; Hepburn: Kaijin Rehāru no wana)                  | 1972. július 15.     |
| 17 | Kieta Triton no iszeki (消えたトリトンの遺跡; Kieta Toriton no iszeki; Hepburn: Kieta Toriton no iseki)             | 1972. július 22.     |
| 18 | Sakunecu no kjodzsin Taros (灼熱の巨人タロス; Sakunecu no kjodzsin Taroszu; Hepburn: Shakunetsu no kyojin Tarosu)   | 1972. július 29.     |
| 19 | Jomigaetta hakugei (甦った白鯨; Hepburn: Yomigaetta hakugei)                                                        | 1972. augusztus 5.   |
| 20 | Umi gumo no rógoku (海グモの牢獄; Hepburn: Umi gumo no rōgoku)                                                      | 1972. augusztus 12.  |
| 21 | Taiheijó no ma umi (太平洋の魔海; Hepburn: Taiheiyō no ma umi)                                                      | 1972. augusztus 19.  |
| 22 | Kaiki Amon no noroi (怪奇・アーモンの呪い; Kaiki Ámon no noroi; Hepburn: Kaiki Āmon no noroi)                       | 1972. augusztus 26.  |
| 23 | Kaszeki no mori no tatakai (化石の森の闘い; Hepburn: Kaseki no mori no tatakai)                                     | 1972. szeptember 2.  |
| 24 | Tocugeki Gondwana (突撃ゴンドワナ; Tocugeki Gondovana; Hepburn: Totsugeki Gondowana)                                | 1972. szeptember 9.  |
| 25 | Golsenos no szunadzsi goku (ゴルセノスの砂地獄; Goruszenoszu no szunadzsi goku; Hepburn: Gorusenosu no sunaji goku) | 1972. szeptember 16. |
| 26 | Poszeidón no ma umi (ポセイドンの魔海; Poszeidon no ma umi)                                                         | 1972. szeptember 23. |
| 27 | Taiszeijó hi va mata noboru (大西洋陽はまた昇る; Hepburn: Taiseiyō hi wa mata noboru)                               | 1972. szeptember 30. |

## Zene
Az animesorozatban egy nyitódal és egy záródal, illetve egy betétdal hallható. A nyitódal és a záródal a sorozat felénél felváltja egymást.
Nyitódal:
1. Umi no Triton (海のトリトン), előadója Szudó Rika és Kaguyahime.
2. GO! GO! Triton (GO! GO! トリトン), előadója Hide Júki és a Szuginami Gyermekkorus (Szuginami Dzsidó Gassódan).

Záródal:
1. GO! GO! Triton (GO! GO! トリトン), előadója Hide Júki és a Szuginami Gyermekkorus (Szuginami Dzsidó Gassódan).
2. Umi no Triton (海のトリトン), előadója Szudó Rika és Kaguyahime.

Betétdal:
Pipi no uta (ピピのうた), előadója Hirokava Akemi.